# No Holiday
No Holiday è il settimo e ultimo album in studio del gruppo punk rock americano The Muffs. È stato rilasciato il 18 ottobre 2019 dall'etichetta Omnivore Recordings.
L'album è stato l'ultima uscita discografica della band a causa della morte del cantante del gruppo, Kim Shattuck avvenuta il 2 ottobre 2019.

## Accoglienza dalla critica
No Holiday ha ricevuto recensioni di "acclamazione universale" da parte della critica. Sul sito Metacritic, il quale assegna una valutazione media ponderata di 100 alle recensioni delle pubblicazioni tradizionali, questa versione ha ricevuto un punteggio medio di 84, basato su 7 recensioni.

## Tracce
1. That's For Me – 0:38
2. Down Down Down – 1:33
3. No Holiday – 2:27
4. Earth Below Me – 2:02
5. A Lovely Day Boo Hoo – 4:14
6. Late And Sorry – 3:58
7. The Best – 1:18
8. Pollyanna – 1:31
9. Sick Of This Old World – 2:47
10. To That Funny Place – 2:06
11. You Talk And You Talk – 3:16
12. Happier Just Being With You – 2:32
13. Lucky Charm – 2:00
14. On My Own – 3:53
15. Too Awake – 2:27
16. Insane – 2:30
17. The Kids Have Gone Away – 3:19
18. Sky – 2:11

Musicisti
- Kim Shattuck – voce, chitarra, produzione
- Ronnie Barnett – basso, voce
- Kristian Hoffman – tastiera
- Roy McDonald – batteria e percussioni
- Melanie Vammen – organo

Produzione
- Greg Allen – design
- Karen Basset – ingegnere del suono
- Ailin G. Caraballo – fotografia
- Erik Eldenius – ingegnere del suono
- Evan Frankfort – mixer
- Steve Holroyd – insgnere del suono
- Brad Vance – mastering